# Slavenski plesovi
Slavenski plesovi su dva ciklusa plesova češkog skladatelja Antonína Dvořáka, op. 46 iz 1878. i op. 72 iz 1886. godine. Svaki ciklus sadrži osam plesova. Prvotno su skladani za klavir četveroručno, a zatim i orkestrirani. Slavenski plesovi su među najpopularnijim Dvořákovim i svjetskim djelima.

## Nastanak
Antonín Dvořák je bio češki skladatelj iz razdoblja romantizma. Svirao je violinu, violu, klavir i orgulje. Počeo je skladati već za vrijeme školovanja. Priznanja je dobio još za života, djela su mu izvođena širom Europe, a mnogima je sâm dirigirao. Pisao je scensku, orkestarsku i komornu glazbu, glazbu za solistička glazbala, kao i druga djela, od kojih su najpoznatija opera "Rusalka", Simfonija br. 9 i "Slavenski plesovi".
Slavenski plesovi (češki Slovanské tance, njemački Slawische Tänze) je naslov zbirke od 16 instrumentalnih skladbi, koja spada među najpoznatija Dvořákova djela. Dvořáku su kao model poslužili Brahmsovi "Mađarski plesovi". Za razliku od Brahmsa, čiji su plesovi većinom obrada narodnih melodija, Dvořákove su skladbe sve originalne – samo su zasnovane na ritmu narodnih plesova, prvenstveno Bohemije i Moravske, a zatim i drugih slavenskih zemalja.
Zbirka se sastoji od dva ciklusa po osam plesova. Plesovi iz drugog ciklusa označavaju se dvostruko, kao podbroj opusa ili kao nastavak na prvi ciklus. Dvořák je skladbe prvo napisao za klavir četveroručno, a kasnije ih i orkestrirao.

## O glazbi
Orkestracija:
- B. 78, B. 145: klavir četveroručno
- B. 83, B. 147: pikolo, 2 flaute, 2 oboe, engleski rog, 2 klarineta, 2 fagota, 4 horne, 2 trube, 3 trombona, tuba, udaraljke, gudači

#### Pregled plesova po ciklusima
| Ciklus     | Op. 46 (B. 78 klavir, B. 83 orkestracija) | Op. 72 (B. 145 klavir, B. 147 orkestracija) |
| Plesovi    | - Br. 1 u C-duru, Presto (furijant) - Br. 2 u e-molu, Allegretto scherzando (dumka) - Br. 3 u As-duru, Poco allegro (polka) - Br. 4 u F-duru, Tempo di Minuetto (susedska) - Br. 5 u A-duru, Allegro vivace (skočna) - Br. 6 u D-duru, Allegretto scherzando (susedska) - Br. 7 u c-molu, Allegro assai (skočna) - Br. 8 u g-molu, Presto (furijant) | - Br. 1 (9) u H-duru, Allegro vivace (odzemek) - Br. 2 (10) u C-duru, Allegretto grazioso (starodavni) - Br. 3 (11) u F-duru, Allegro (skočna) - Br. 4 (12) u Des-duru, Allegretto grazioso (dumka) - Br. 5 (13) u b-molu, Poco adagio. Vivace (špacirka) - Br. 6 (14) u B-duru, Moderato, quasi Minuetto (starodavni) - Br. 7 (15) u C-duru, Allegro vivace (kolo) - Br. 8 (16) u As-duru, Grazioso e lento, ma non troppo, quasi tempo di valse (susedska) |
| Objavljeno | 1878. | 1886. (klavir), 1886./1887. (orkestracija) |
| Premijera: | Prag, 16. svibnja 1878. (orkestracija br. 1, 3, 4) 4. i 18. prosinca 1878. (orkestracija br. 1-4, 5-8) | Prag, 6. siječnja 1887. (orkestracija br. 9, 10, 15) |

Trajanje oba opusa je po oko 36 minuta.